# Aculepeira machu
Aculepeira machu är en spindelart som beskrevs av Levi 1991. Aculepeira machu ingår i släktet Aculepeira och familjen hjulspindlar.
Artens utbredningsområde är Peru. Inga underarter finns listade i Catalogue of Life.